# Landsflug
Landsflug — исландская авиакомпания, основанная в 2004 году. Базировалась в аэропорту Рейкьявика, прекратила деятельность в 2008 году.

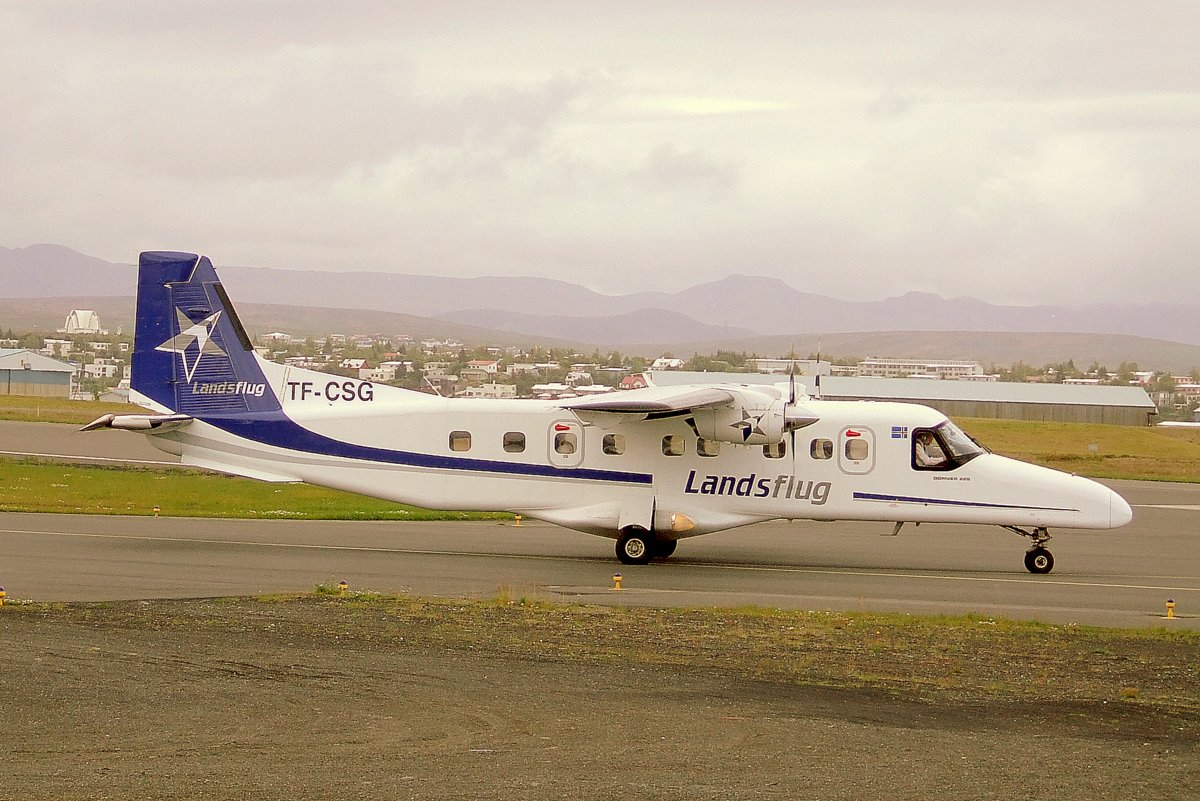
Dornier Do 228 в аэропорту Рейкьявика в 2006 году

Авиакомпания была основана в 2004 году и 1 октября начала совершать полёты.
Landsflug заняла место авиакомпании Islandsflug и занималась только внутренними регулярными пассажирскими перевозками. Также она выполняла рейсы скорой помощи с островов Вестманнаэйяр.
Шотландская авиакомпания City Star Airlines стала владельцем Landsflug и с 2005 года Landsflug уже выполняла рейсы авиакомпании City Star Airlines из Абердина в норвежские Осло, Ставангер и Кристиансунн под её же торговой маркой.
В 2008 году авиакомпания прекратила деятельность.